# Star Quest
Star Quest este primul roman scris de Dean R. Koontz. A fost publicat prima oară în 1968, de către Ace Books, Inc. Romanul a fost publicat de Ace Double într-o nouă carte împreună cu romanul Doom of the Green Planet de Emil Petaja.